# Dolor oncológico
El dolor oncológico puede surgir por la presión ejercida por un tumor, por infiltración de tejido, por tratamientos o procedimientos de diagnóstico, por cambios causados por desequilibrios hormonales o por la respuesta inmunológica. El dolor más crónico —de larga duración— es causado por la enfermedad y el más agudo —de corta duración— es causado por el tratamiento o por los procedimientos de diagnóstico. Sin embargo, la radioterapia y la quimioterapia pueden producir dolorosas condiciones que persisten aún después de finalizado el tratamiento.
La presencia del dolor depende mayoritariamente de la localización y etapa del cáncer. En cualquier etapa, cerca de la mitad de los pacientes con tumores malignos experimentan dolor; dos tercios de esos pacientes, con cáncer avanzado, experimentan dolor en grados que afectan su sueño, su ánimo, su apetito, sus relaciones sociales y sus actividades diarias. Con un correcto tratamiento, el dolor oncológico puede ser eliminado, o bien, controlado en el 80-90% de los casos. Mundialmente, alrededor del 80% de las personas con cáncer reciben poca o nula medicación contra el dolor.
La Organización Mundial de la Salud —OMS— y otras organizaciones han publicado guías para el tratamiento del dolor oncológico. Los profesionales de la salud tienen una obligación ética de asegurar que, en medida de los posible, los pacientes o guardianes de los pacientes estén bien informados acerca de los riesgos y beneficios relacionados con los tratamientos de dolor.

## Dolor
La Real Academia Española —RAE— define al dolor como una sensación «molesta y aflictiva de una parte del cuerpo por causa interior o exterior». Generalmente, de acuerdo a su duración o evolución, el dolor se clasifica en agudo —corta duración— o crónico —larga duración—. El dolor crónico puede ser continuo con periodos de agudización o intermitente con periodos libres de dolor y episodios de dolor intercalados. A pesar de que el dolor puede ser controlado por medio de distintos tratamientos, pueden existir periodos de agudización denominados «dolor irruptivo», que son tratados con opioides de acción rápida.
La mayoría de los pacientes con dolor crónico experimentan dificultades en la memoria y la atención. Además de afectaciones en la habilidad verbal y la flexibilidad mental. El dolor crónico tiene efectos negativos tales como la depresión y la ansiedad, además de causar estados emocionales de ira y miedo. Asimismo, el dolor persistente reduce la calidad de vida, desmoraliza y debilita a los pacientes y aquellos a cargo de su cuidado y se relaciona con un «deterioro económico, social y laboral».
El factor psicológico influye en gran medida en el dolor; a pesar de estar altamente relacionados, la intensidad del dolor y la sensación de molestia —causada por el dolor— pueden ser distintos. Es posible alterar la percepción del dolor, la sensación de molestia, por medio de «manipulaciones» farmacológicas, hipnosis, el efecto placebo o la inducción de estados psicológicos de «expectativa o ansiedad». Algunas veces, la sensación de dolor se localiza en un punto distinto de donde se encuentra la «estimulación dolorosa», es decir, dolor referido.
El dolor en los pacientes con cáncer puede ser producido por lesiones tisulares, que activan receptores específicos de dolor denominados nociceptores —dolor nociceptivo— o por daño estructural o malfunción de las neuronas del sistema nervioso central o periférico —dolor neuropático—. El dolor neuropático está, en muchas ocasiones, acompañado de sensaciones como la parestesia, la hiperestesia, la alodinia, entre otras. Se estima que entre el 40 y 80% de los pacientes oncológicos experimentan dolor neuropático. En la búsqueda de objetivar el dolor, los profesionales de la salud emplean distintas escalas. No obstante, la más utilizada es la que pregunta al paciente el número que asignaría a su grado de dolor  entre el 0 y el 10, dónde el 0 representa «ausencia de dolor» y el 10 «máximo dolor imaginable».

## Causas
El dolor oncológico depende del tipo de cáncer, su etapa y el umbral de dolor del paciente. Además, raramente es diagnosticado y tratado como un dolor «puramente» neuropático o nociceptivo y se ve alterado por factores como el tiempo, el tratamiento o el avance —o retroceso— de la enfermedad. Entre el 20 y el 50% de los pacientes diagnosticados sufren dolor oncológico; en estados avanzados de la enfermedad, se estima que el 75% de los pacientes sufren dolor. De acuerdo a Twycross y Bennett (2008), de un total de 2000 pacientes con cáncer avanzado y dolor, el 85% de éste es «directamente atribuible al cáncer mismo», 17% al tratamiento, 9% relacionado al cáncer y 9% a un «trastorno concurrente». Así, se identifican tres causas comunes de dolor en pacientes con cáncer: la enfermedad misma, los métodos de tratamiento y la presencia de comorbilidad.

### Infección
Tanto el cáncer como el tratamiento contra la enfermedad conllevan un deterioro en la capacidad inmunológica de los pacientes. Por ello, es común que los enfermos de cáncer puedan desarrollar infecciones. En algunos casos, estas infecciones son causa de dolor. Un estudio encontró que, de 300 casos, en el 4% de ellos la causa de dolor fue infección. En otro reporte, se describió el caso de siete pacientes, quienes a lo largo de siete sufrieron agudización del dolor. Tratamientos con antibióticos lograron aliviar el dolor al cabo de tres días.